# Kleines theater – Kammerspiele Landshut

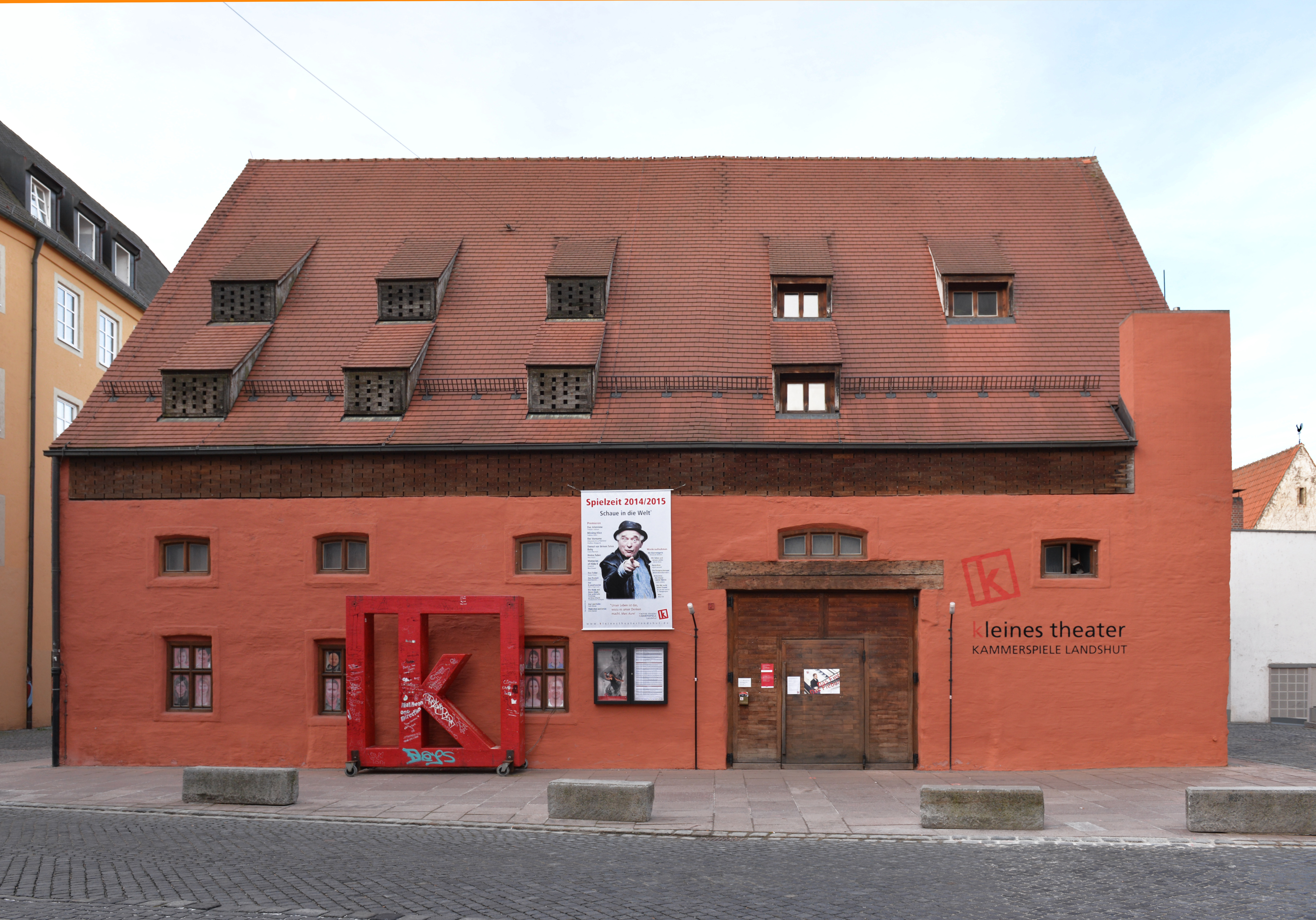
kleines theater – Kammerspiele Landshut

Das kleine theater – Kammerspiele Landshut ist ein Theater in der Stadt Landshut.

## Theater

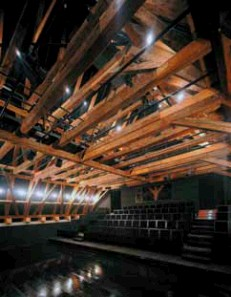
Innenraum kleines theater

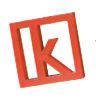
Logo

Das Theater hat bis zu 125 Plätze. Die Bühne ist 11 Meter breit, 6,20 Meter tief und 4,35 Meter hoch. Das große Theaterfoyer ist als zweiter Spielort mit bis zu 50 Plätzen nutzbar.
Eigentümer des Gebäudes ist die Stadt Landshut. Das Theater ist seit Januar 2013 eine Gemeinnützige GmbH und wird vom Trägerverein „kleines theater Landshut“ gefördert. Es wird unterstützt durch die Stadt Landshut, den Regierungsbezirk Niederbayern und das Bayerische Kultusministerium.
Am Theater wirkten Regisseure wie Sven Grunert, Gil Mehmert, Johannes Schmid, Gabriele Gysi und Marcus Morlinghaus, der 2004 mit Klamms Krieg an den Kammerspielen Landshut als Regisseur debütierte.

## Geschichte
Im Oktober 1992 wurde das „kleine theater Landshut“ unter der Intendanz von Sven Grunert mit Liebe Jelena Sergejewna von Ludmilla Rasumowskaja (Regie: Sven Grunert) eröffnet. Als Spielstätte diente ein Raum in einem Hinterhaus in der Neustadt 455.
1996 beschloss der Kultur- und Bausenat der Stadt Landshut, aus dem denkmalgeschützten Gebäude Rottenkolberstadel mit Städtebaufördermitteln ein neues Theater zu bauen. Am 26. September 1998 wurde das „kleine theater – Kammerspiele Landshut“ unter der Intendanz von Sven Grunert mit Hautnah von Patrick Marber (Regie: Sven Grunert) eröffnet.
Das Münchner Architekturbüro Hild und Kaltwasser erhielt 1999 eine Anerkennung beim Deutschen Architekturpreis, den BDA-Preis Bayern und den Deutschen Licht-Architekturpreis für den Umbau des Stadels in das „kleine theater Landshut“.